# Drapeau de la Libye

Le pavillon de guerre (Marine libyenne).

Le drapeau de la Libye reprend, depuis la guerre civile de 2011, le drapeau du royaume de Libye de 1951.

## Composition

Composition du drapeau.

Le drapeau présente un ratio de 1:2, hérité des proportions des drapeaux britanniques lorsque les Anglais possédaient plusieurs protectorats au Moyen-Orient (Soudan anglo-égyptien, Palestine mandataire, Mésopotamie).

Le dessin du drapeau est fixé par l'article VII de la Constitution de 1951 du royaume de Libye  : 

« Sa longueur doit être deux fois plus grand que sa largeur, il doit être divisé en trois bandes parallèles de couleur, celle du haut en rouge, celle du centre noire et celle du bas en vert, la bande noire est égale à la superficie des deux autres bandes et doit porter dans son centre un croissant blanc avec, entre les deux extrémités du croissant, une étoile à cinq branches. »

La constitution de 2011 reprend la même construction.
Chaque couleur est rattachée à une des provinces qui constituent la Libye (voir infra). Les couleurs sont également les couleurs panarabes, qui se retrouvent sur de nombreux drapeaux du monde arabe, inspirées d'un vers de Safiyeddine Al-Hali : « Blancs sont nos bienfaits, noires sont nos batailles, verts sont nos pâturages, rouges sont nos épées ». Mais l'ajout du vert et du rouge n'est pas sans rappeler différents pavillons en rapport avec Tripoli, consignés au cours des derniers siècles : soit des bandes horizontales vert-blanc-rouge, soit des bandes jaunes et rouges.
Au moment de la guerre civile, le drapeau est apparu sous diverses formes, avec des bandes d'égales largeur ou l'absence d'ornements. Ces variations sont uniquement le fait que les manifestants construisaient les drapeaux de façon artisanale et pragmatique en assemblant des bandes de tissus.

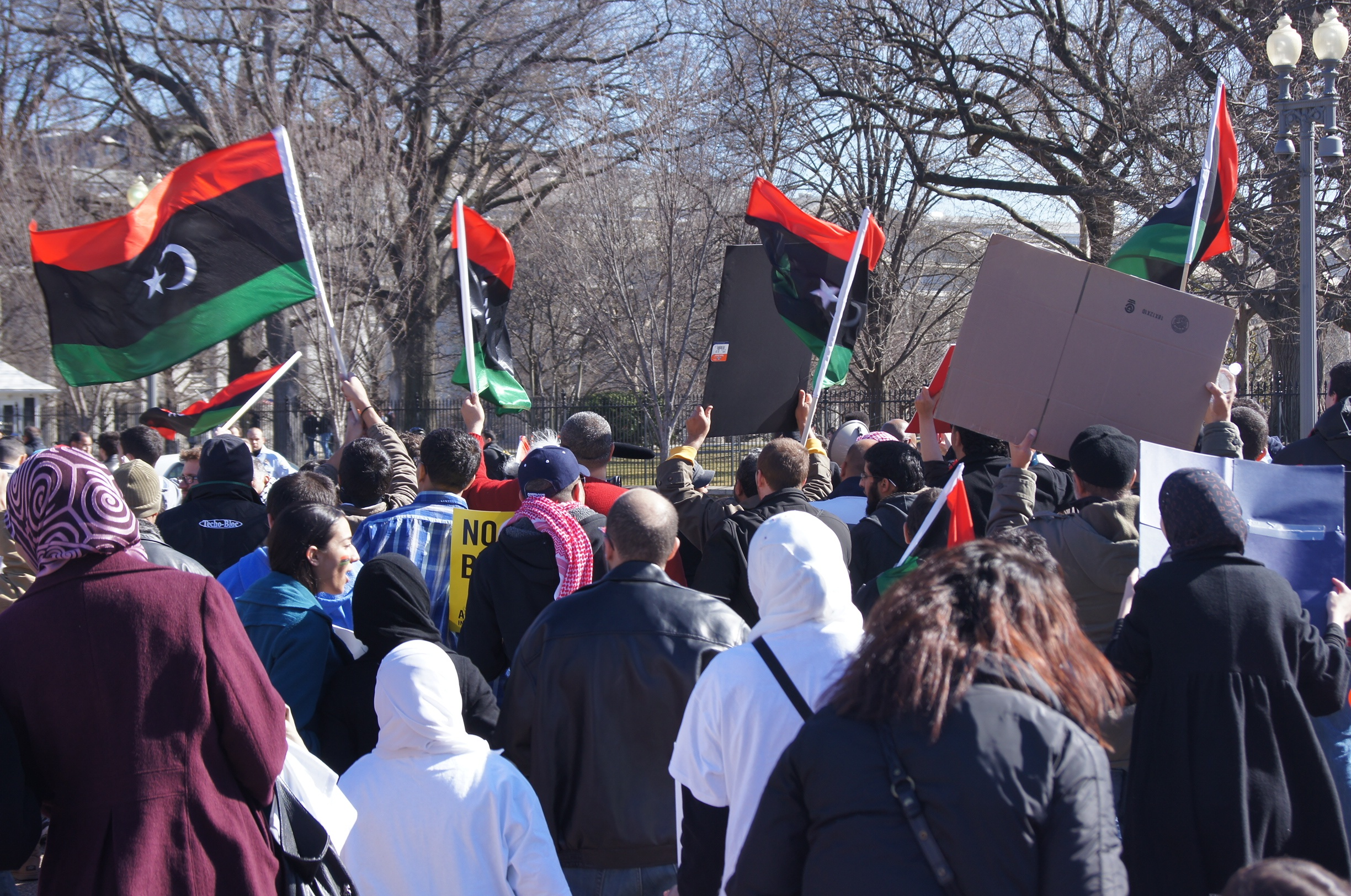
Manifestations contre le régime Kadhafi devant la Maison-Blanche, février 2011
Variante : drapeau sans ornement affiché par certains manifestants, aussi avec les bandes verticales
Variante : drapeau possédant des bandes d'égale largeur

## Historique

### Régence de Tripoli (1551-1912)

Drapeau de la régence de Tripoli.

La régence de Tripoli, ou wilaya, était une province de l'Empire ottoman. La domination turque débuta en 1551, et la province gagna en autonomie sous les Karamanli jusqu'en 1835, quand les Turcs reprirent la gestion directe. En 1841, la ville de Murzuk, située dans le Fezzan, devient le siège administratif de l'Empire ottoman, qui étend aussi ses conquêtes sur les tribus arabes de la Cyrénaïque.
Lorsque la guerre italo-turque éclate en 1912, les frontières du wilaya suivent à peu près les contours de l'actuel pays.
Le drapeau a un fond vert avec trois croissants blancs.

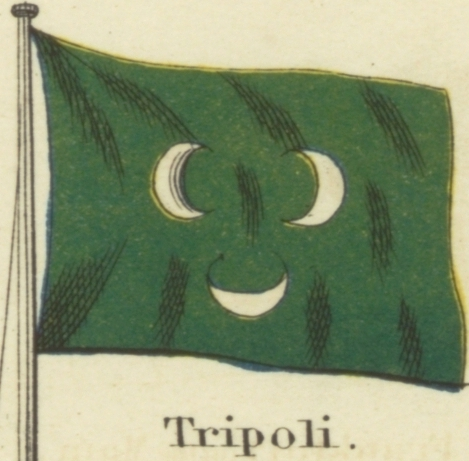
Drapeau de « Tripoli », Johnson’s new chart of national emblems, 1868
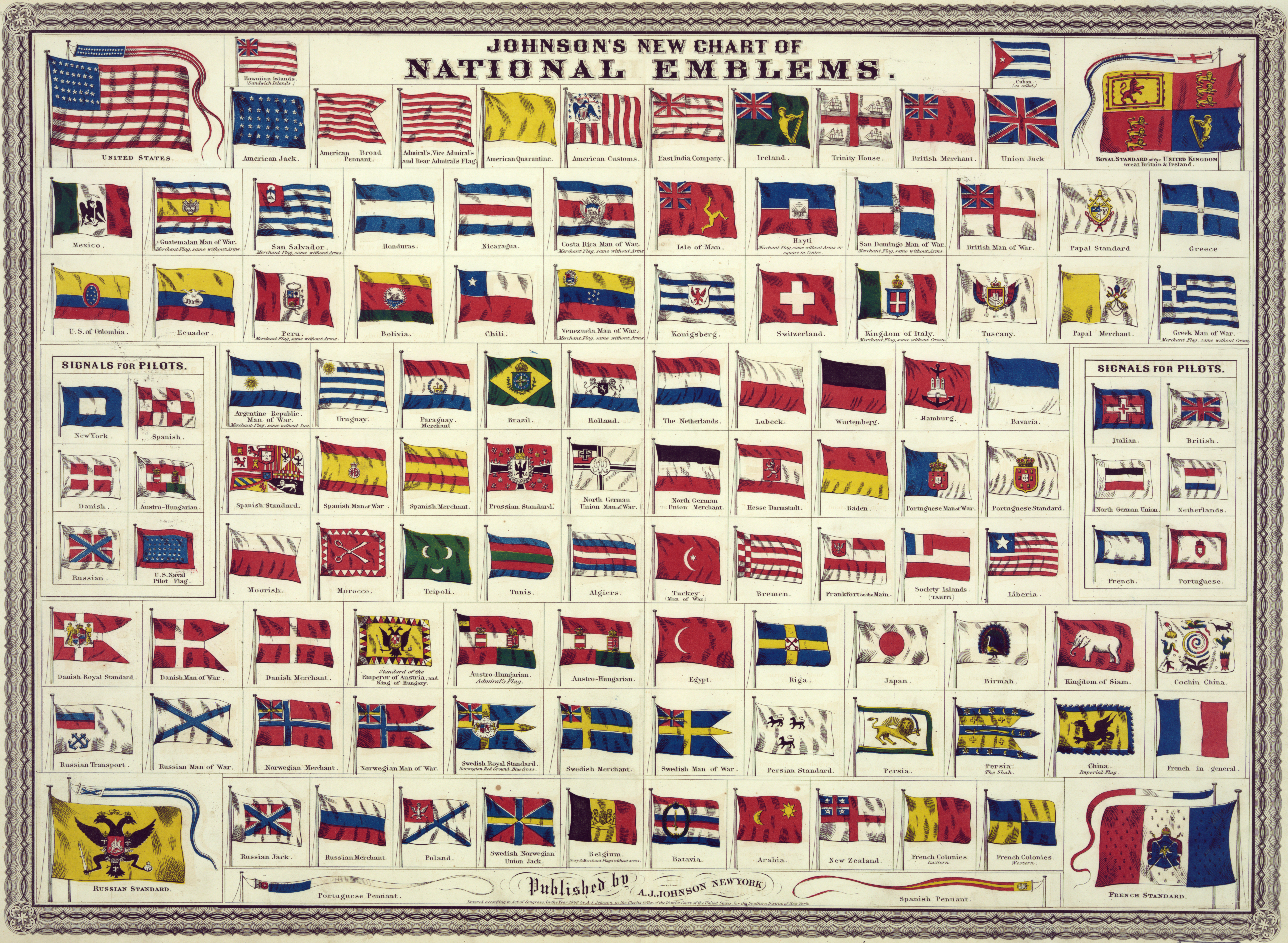
Johnson’s new chart of national emblems, 1868

### Libye italienne et occupation alliée (1912-1951)

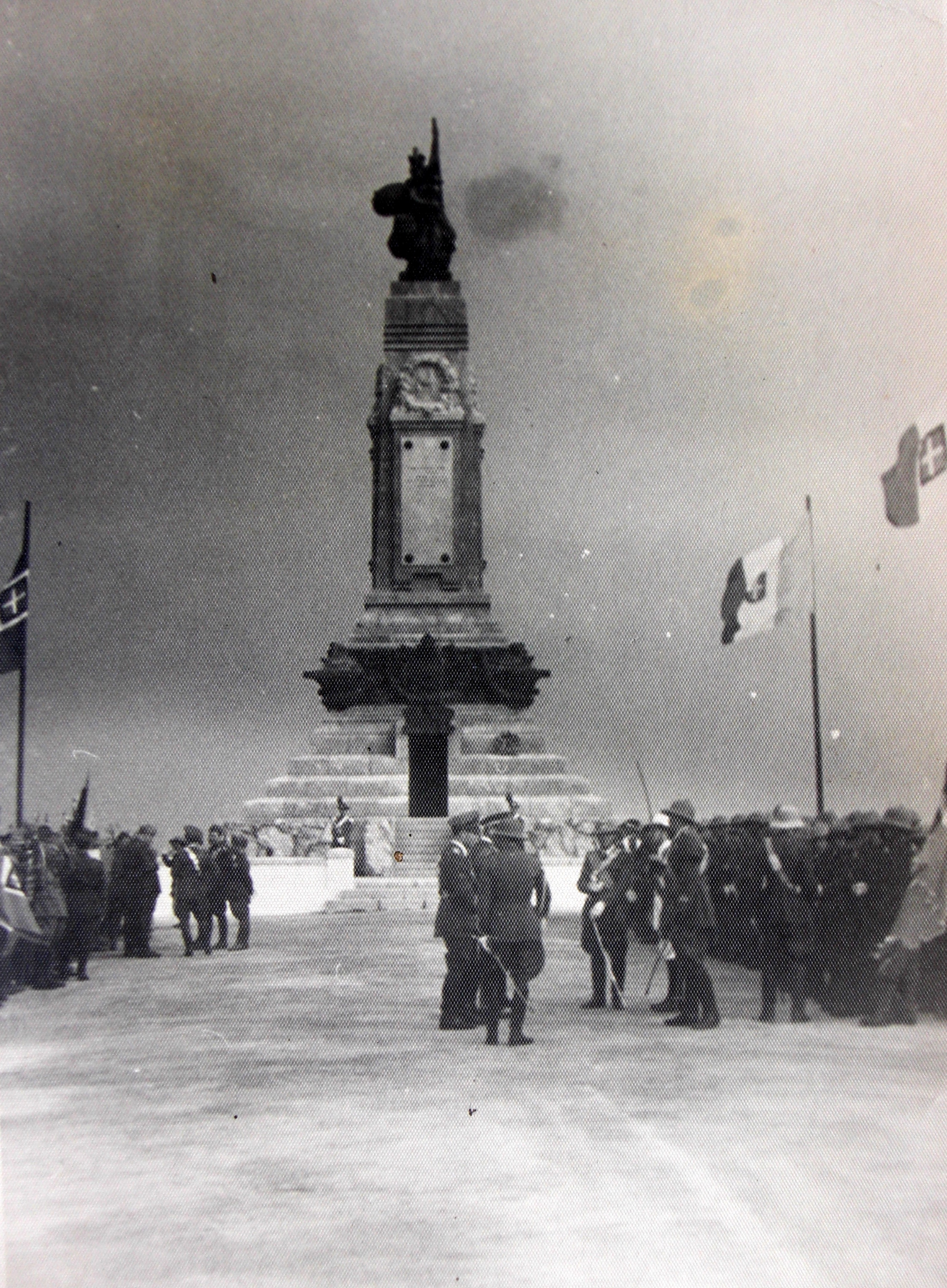
Visite du roi Victor-Emmanuel III à Benghazi, mai 1938.

À la suite de la victoire des Italiens en Libye, le territoire devient une colonie du royaume d’Italie en accord avec le traité de Lausanne.
C’est donc le drapeau de l’Italie qui flotte sur les diverses administrations. Il n’y a aucune trace d’un drapeau propre à la province. Le 9 janvier 1939, la colonie de la Libye fut intégrée dans le territoire métropolitain du royaume d’Italie et, par conséquent, considérée comme en faisant part.
Cette domination prend fin en 1943, à la fin de la guerre du désert qui voit la victoire des alliés ; la Tripolitaine et la Cyrénaïque sont placées sous mandat anglais (Administration militaire britannique) et le Fezzan sous mandat français (Territoire du Fezzan).
Le 21 novembre 1949, l’assemblée des Nations unies vote une résolution pour que la Libye devienne indépendante avant le 1er janvier 1952.

Drapeau du royaume d’Italie (1861-1946)
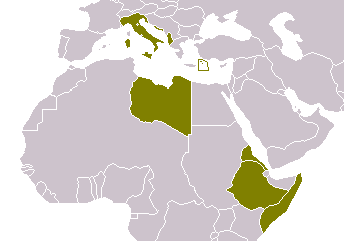
L’Italie et ses colonies en 1940.

### Royaume de Libye (1951-1969)

Drapeau du royaume de Libye, de 1951 à 1969.

Le premier drapeau de la Libye en tant qu'État indépendant a été adopté dans tout le pays lors de l'indépendance du 21 décembre 1951. Le drapeau était déjà utilisé en Tripolitaine depuis le 8 mars et en Cyrénaïque depuis décembre 1950. À cette époque, la Libye est une monarchie dirigée par le roi Idris Ier.
Le Royaume-Uni de Libye souhaite arborer un drapeau qui montre l'unité des trois provinces. Il reprend le drapeau de la Cyrénaïque, dont Idris Ier était originaire et dont il reprit le titre d'émir après la guerre. Ce drapeau était lui-même inspiré de celui de l'Empire ottoman, dont elle fut membre de 1551 à 1912, avant d'être cédée à l'Italie, qui unifia le pays en 1934. Il était noir avec une étoile et un croissant blancs. Les deux bandes de couleurs rouge et verte ont été ajoutées après l'union avec la Tripolitaine et la proclamation de l'indépendance de l'État fédéral. La bande rouge représente le Fezzan (sud-ouest, grande région désertique avec Sebha comme ville principale) et la bande verte la Tripolitaine (nord-est) — où se trouve Tripoli, capitale du pays — dont Idris avait été également émir. Seule la province de Fezzan, région reculée parcourue uniquement par les tribus nomades des Toubous et Touareg, n'a pas d'emblème historique connu.
Lorsque le jeune capitaine Mouammar Kadhafi réussit son coup d'État en 1969, il ne souhaite pas conserver le drapeau, symbole de la monarchie renversée, et le fait ôter de tous les bâtiments.

Les trois provinces traditionnelles de Libye.
Drapeau de l'Émirat de Cyrénaïque (1949-1951)

### République arabe libyenne (1969-1972)

Drapeau de la République arabe libyenne, de 1969 à 1972.

Le 1er septembre 1969, Mouammar Kadhafi prend le pouvoir après le coup d'État. Kadhafi s'inspire du général Nasser, qui prône une idéologie panarabe révolutionnaire, combinée avec un socialisme arabe (le nassérisme). Ce dernier se hisse au pouvoir en 1956 chez le voisin égyptien en prônant l'unité arabe.
La Libye, qui devient la République arabe libyenne, adopte un drapeau aux couleurs panarabes issu de la révolution égyptienne de 1952. Le drapeau de la libération arabe est exactement le même que celui de la Libye, alors que celui de la nouvelle Égypte arbore en son centre l'aigle de Saladin.
La couleur noir symbolise l'oppression étrangère passée, le blanc représente l'avenir, et le rouge représente le sacrifice sanglant nécessaire pour passer du noir au blanc. L'Irak en 1963, la République arabe unie en 1958 qui donnera celui de la République de Syrie de 1963 à 2024, et la République arabe du Yémen choisiront également ces couleurs.
Le drapeau actuel du Yémen pourrait se confondre totalement, si ce n'est par un ratio de 2:3, contre 1:2 pour le drapeau de la République arabe libyenne.

### Union des Républiques arabes (1972-1977)

Drapeau de l'Union des Républiques arabes, de 1972 à 1977.

De 1972 à 1977, la Libye ajoute un faucon d'or (dit « de Quraych ») au centre, saisissant avec ses griffes un ruban avec écrit Union des républiques arabes (en arabe : اتحاد الجمهوريات العربية, Ittiħād al-Jumhūriyyāt al-`Arabiyya). Le drapeau est le même que celui de l'Égypte et de la Syrie (de 1971 à 1980). Il ne se distinguait des deux autres que par un petit cartouche sous le faucon avec le nom de l'État : République arabe libyenne et ses proportions inhabituelles.
Kadhafi tenta en effet de mettre en pratique autour de la Libye les principes du panarabisme. Bien qu’approuvée par référendum dans les trois pays en mars 1972, l’Union des Républiques arabes ne vit jamais réellement le jour du fait d’un désaccord dans les conditions précises de la fusion. Elle fut officiellement dissoute en mars 1977.
Il ne faut pas la confondre avec la République arabe unie ou RAU (1958-1961) qui était une union plus rapprochée, sous la forme d'un État unifié, entre l’Égypte et la Syrie.
En janvier 1974, à la suite de la déclaration de Djerba, une union tuniso-libyenne est projetée, un gouvernement et un drapeau étant même annoncés. Ce projet est enterré au bout de quelques jours.

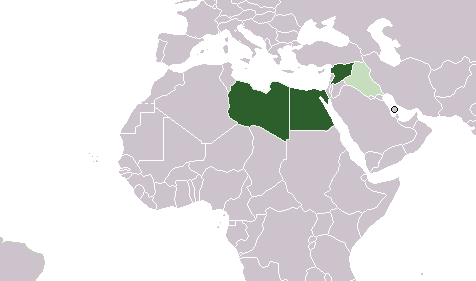
L'Union des Républiques arabes, en 1972
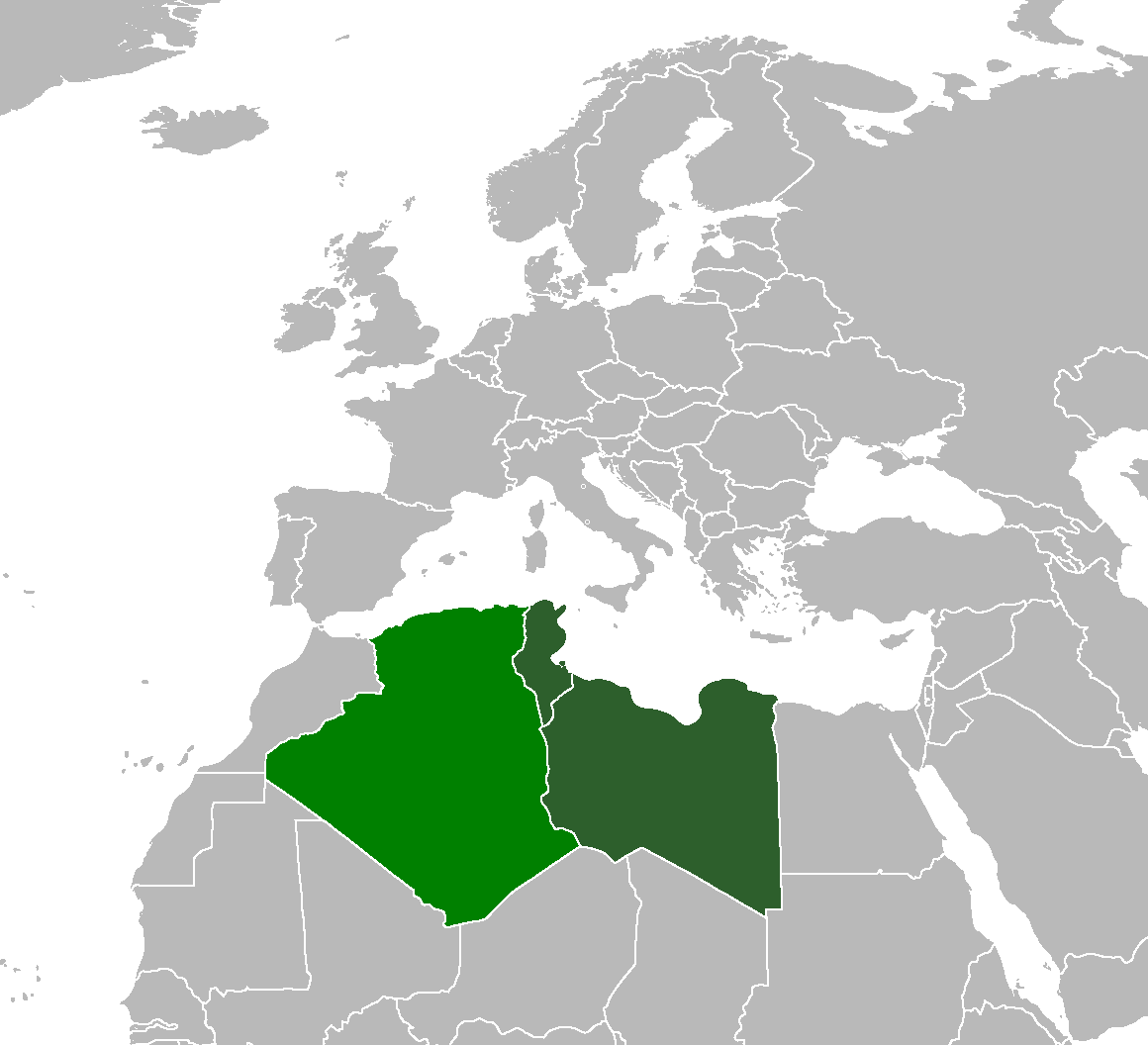
Le projet d'Union tuniso-libyenne.
Drapeau proposé pour la République arabe islamique.

### Jamahiriyaarabe libyenne populaire et socialiste (1977-2011)

Drapeau de la Jamahiriya arabe libyenne populaire et socialiste, de 1977 à 2011.

Le drapeau de la Jamahiriya consistait en un simple fond vert jusqu'à l'éclatement des événements de 2011 quand est repris le drapeau adopté à l'indépendance, celui du Royaume (1951-1969). C'était le seul drapeau national au monde n'ayant qu'une seule couleur et ne présentant aucun motif. Le vert est la couleur de l'Islam et celle de la « révolution du peuple » de Mouammar Kadhafi.
Le drapeau est créé lorsque Kadhafi décide de se retirer de l'Union des Républiques arabes, à la suite du voyage en Israël le 19 novembre 1977 du président égyptien Anouar el-Sadate, qu'il considère comme un traître. Le gouvernement abandonne alors son drapeau semblable à celui de l'Égypte et adopte un drapeau uniformément vert. En mars de la même année, la République arabe libyenne était devenue la « Jamahiriya arabe libyenne populaire et socialiste ».

#### Drapeau national de laJamahiriya
La taille du drapeau est rectangle dont la longueur est deux fois plus grand que sa largeur.
La composition du drapeau est très simple puisqu'il est uniformément vert. Cette couleur est une référence aussi au Livre vert qu'avait écrit Kadhafi en 1975.
C'est un des très rares drapeaux totalement uniforme. Dans le même cas, on peut citer le drapeau blanc du royaume de France, le drapeau jaune de Brunei avant 1906, le drapeau noir de l'Afghanistan de 1880 à 1901 ou les drapeaux rouges de Mascate et Oman, de Zanzibar, de la Hongrie et, avant 1915, du Maroc.
| Couleur | ● Vert     |
| ------- | ---------- |
| HTML    | #009530    |
| RVB     | 0, 149, 48 |
| Pantone | 354C       |

Il n'y avait pas officiellement de Jour du drapeau, mais au travers la Fête de la Révolution qui avait lieu le 1er septembre, on célébrait la « Jamahiriya » (néologisme traduisant l'idée d'état des masses ou de république populaire), avec l'organisation de grandes parades où les drapeaux sont affichés dans les rues de la capitale.

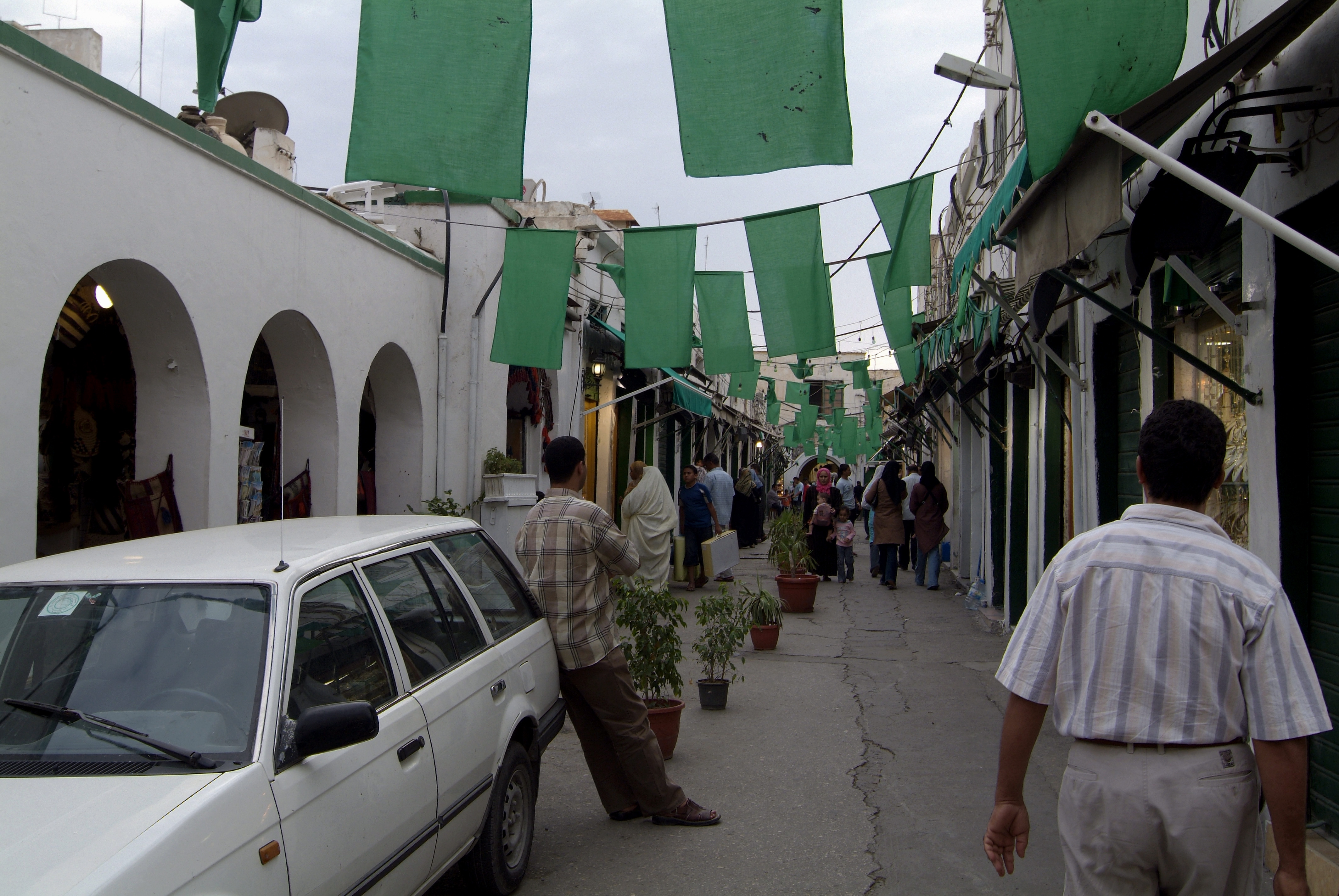
Rue de Tripoli pavoisée à l'occasion de la fête de la révolution.
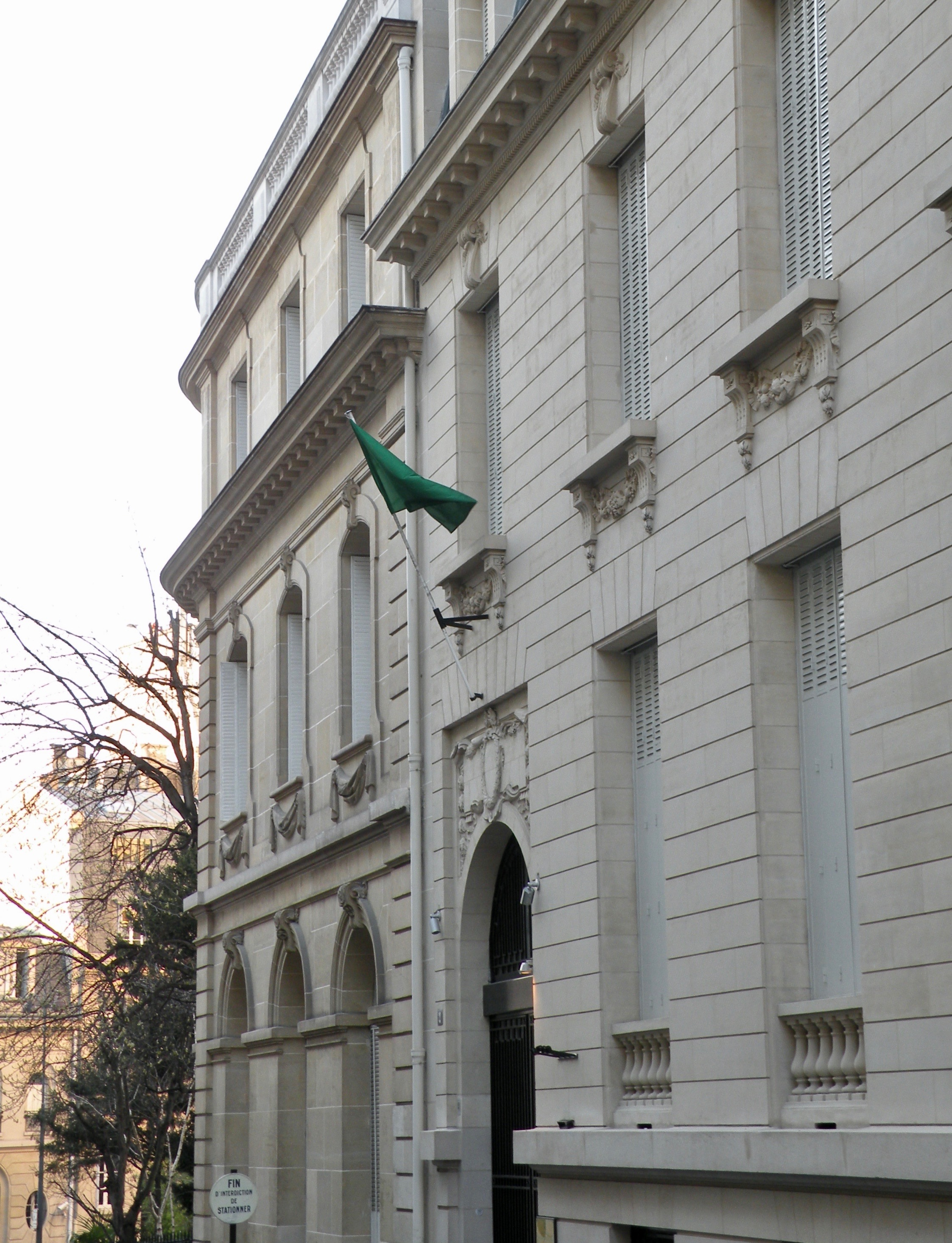
Drapeau sur la façade de l'ambassade de Libye en France.
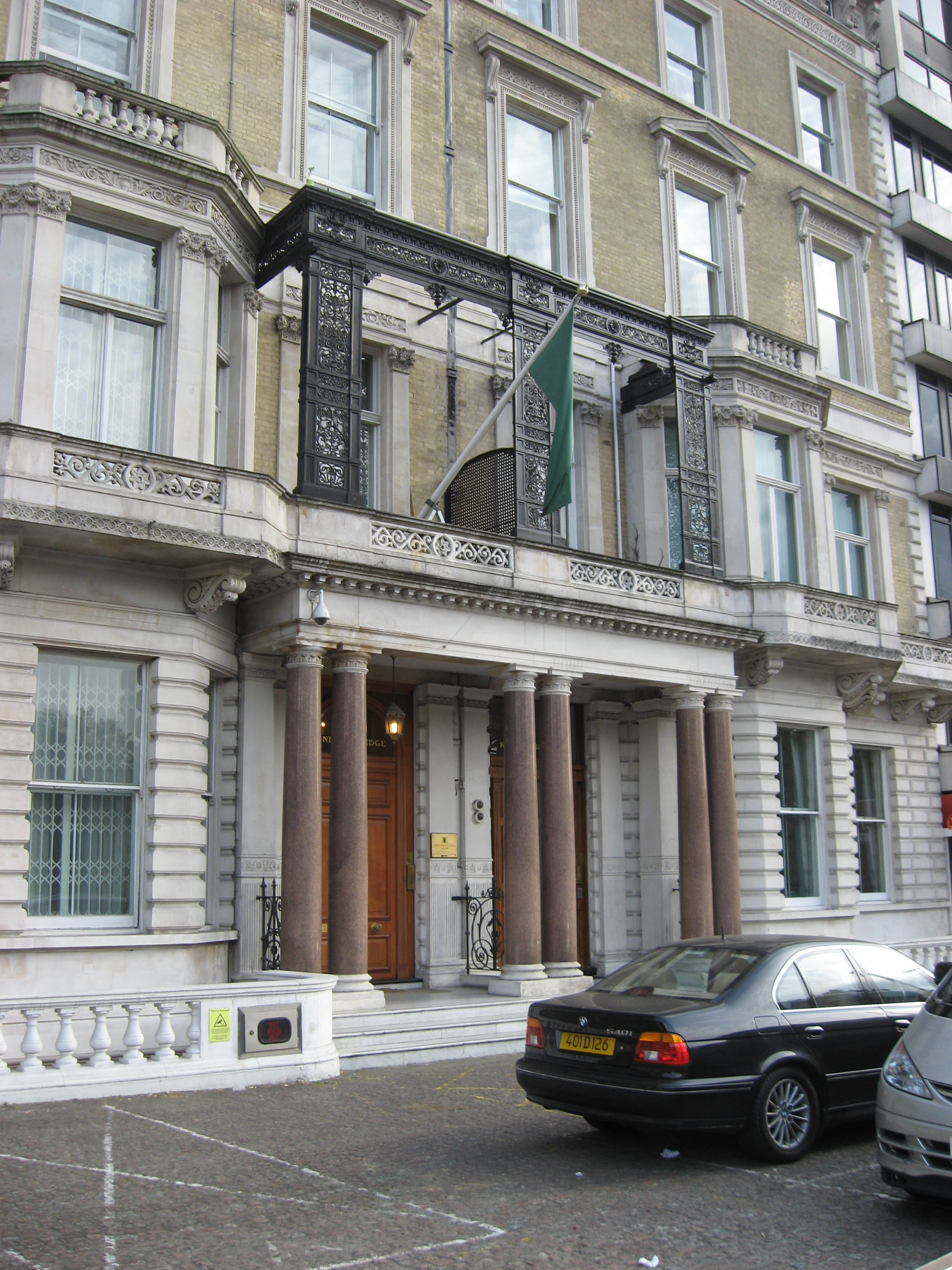
Ambassade de Libye au Royaume-Uni, en Knightsbridge, Londres.
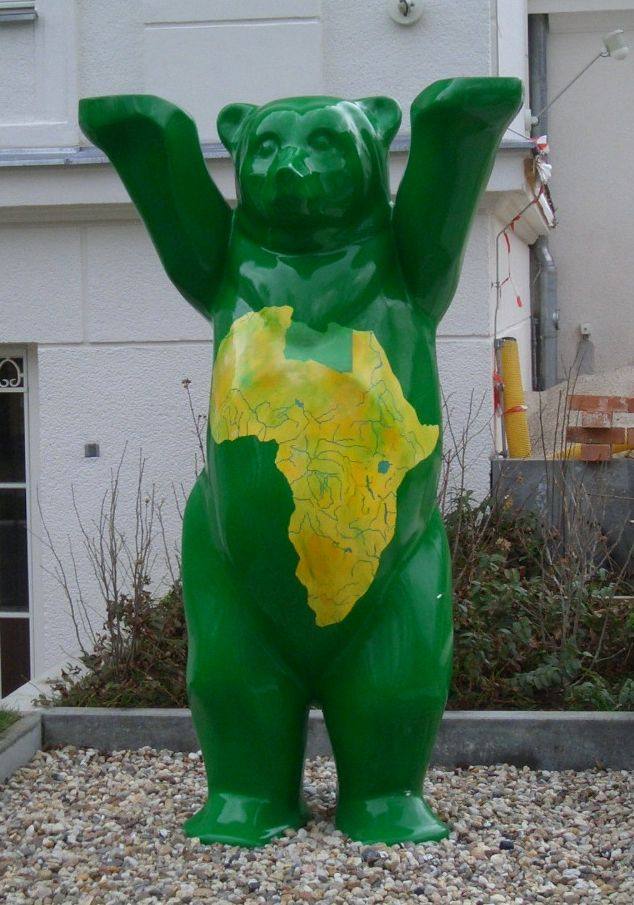
Un des oursons unis, en vert, statue située à l'entrée de l'ambassade de Libye à Berlin.
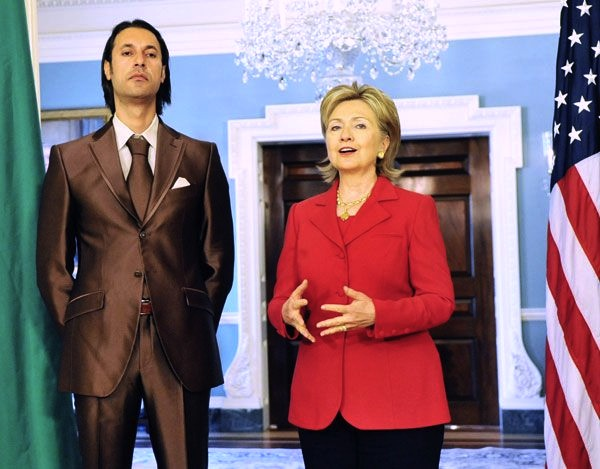
Visite protocolaire de Moatassem Kadhafi avec Hillary Clinton, avril 2009.

### Drapeau actuel
La composition du drapeau est définie dans l'article 3 de la déclaration de constitution du Conseil national de transition du 3 août 2011,. Celui-ci est déjà hissé dès le début de la révolte par les manifestants durant la guerre civile libyenne de 2011 sur plusieurs bâtiments dans les villes libyennes, et sur les bâtiments de certaines ambassades du pays, notamment l'ambassade libyenne à Stockholm, à Londres, à Washington et à Paris.

### Drapeaux militaires

Pavillon de guerre.

La marine libyenne possède un pavillon différent du drapeau à usage terrestre. Celui-ci adopte le schéma fréquent d'un drapeau avec un canton, ce dernier rappelant le drapeau du pays. Le fond du drapeau est quant à lui bleu surmonté d'une ancre blanche.
En 2006, la marine ne possède pas beaucoup de bâtiments de guerre ; elle se compose de deux frégates de classe Koni, de deux corvettes de classe Nanuchka 2 et de plusieurs navires d'attaque rapide et patrouilleurs. Les équipements sont souvent ceux employés par la marine soviétique.
Au temps de la Jamahiriya arabe libyenne, la cocarde de l'armée de l'air libyenne était constitué d'un disque vert, de la même couleur que le drapeau national.